# Burg Bodenteich
Die Burg Bodenteich ist eine ehemalige Wasserburg in Bad Bodenteich im Landkreis Uelzen. Sie wurde um 1250 als Sitz des Adelsgeschlechts derer von Bodendieck, Badendieck oder Bodendike auf einem künstlich angeschütteten Burghügel in feuchtem Niederungsgebiet errichtet. Vom 14. bis zum 19. Jahrhundert diente die Burg als Amtshaus zur Verwaltung des Amtes Bodenteich. Die erhaltenen und rekonstruierten Reste der Burganlage stellen heute ein historisches Gebäudeensemble dar, das für kulturelle Veranstaltungen genutzt wird.

## Lage und Beschreibung
Die Burg Bodenteich befindet sich auf einem Erdhügel und lag am Rande eines im 18. Jahrhundert trockengelegten Sees und eines Moores. Die Burganlage bestand aus einer Haupt- und einer südwestlich vorgelagerten Vorburg, die von der Aue und künstlichen Wassergräben umgeben waren. Die Hauptburg befindet sich auf einem 50–60 m breiten, ovalen Hügel, der sich 4–5 m über die Aue erhebt. 1770 wurde berichtet, dass sie einst von einer doppelten Wall-Graben-Anlage umgeben war. Die trapezförmige Vorburg war früher ebenfalls von einem Graben umgeben.
Die heutigen Burggebäude stammen aus der Zeit nach der Hildesheimer Stiftsfehde um 1520, da die Burg dabei zerstört wurde. Auf der Burg steht heute das ehemalige Amtshaus, das aus einem Backsteingebäude mit Fachwerkanbau besteht, sowie das Back- und das Brauhaus; beide sind jeweils in jüngerer Zeit neu errichtet worden. Bei archäologischen Ausgrabungen wurde auf dem Burghügel eine Siedlungsschicht mit Keramikresten des 9. bis 10. Jahrhunderts entdeckt. Dabei stieß man im Keller des ehemaligen Amtshauses auf die Reste eines runden Bergfrieds, der anhand der dabei gefundenen Keramik der Entstehungszeit der Burg in der Mitte des 13. Jahrhunderts zugerechnet erden kann. Er hatte einen Durchmesser von acht Metern und seine zwei Meter starken Wände bestanden aus Feldsteinen. Neben dem einstigen Turm entstand später das Herrenhaus, das ursprünglich vermutlich in gotischer Art ausgeführt war. Im Bereich der Vorburg befanden sich seit der Neuzeit einige Wirtschaftsgebäude. Dazu gehörten unter anderem eine Kornscheune, ein Rinder-, ein Schweine- sowie ein Schafstall und ein Gefangenenhaus.
Im Bereich der Hauptburg befindet sich der Bergfried aus dem 14. Jahrhundert. Der mächtige, annähernd quadratische Turm hat Außenmaße von rund 11 Meter. Er weist eine Mauerstärke von 3,5 Meter auf und ist aus Backsteinen auf einem Feldsteinfundament errichtet worden. Seine ursprüngliche Höhe wird auf 30 Meter geschätzt. Überlieferungen zufolge befand sich im unteren Raum des Turmes 1681 das Amtsgefängnis. Die drei darüber liegenden Geschosse dienten als Kornspeicher. Nach einem großen Stadtbrand in Bodenteich im Jahre 1808 wurde der Turm zur Gewinnung von Baumaterial größtenteils abgetragen. Heute hat er eine Höhe von 8,5 Meter und verfügt auf 4,5 Metern Höhe über eine Aussichtsplattform.

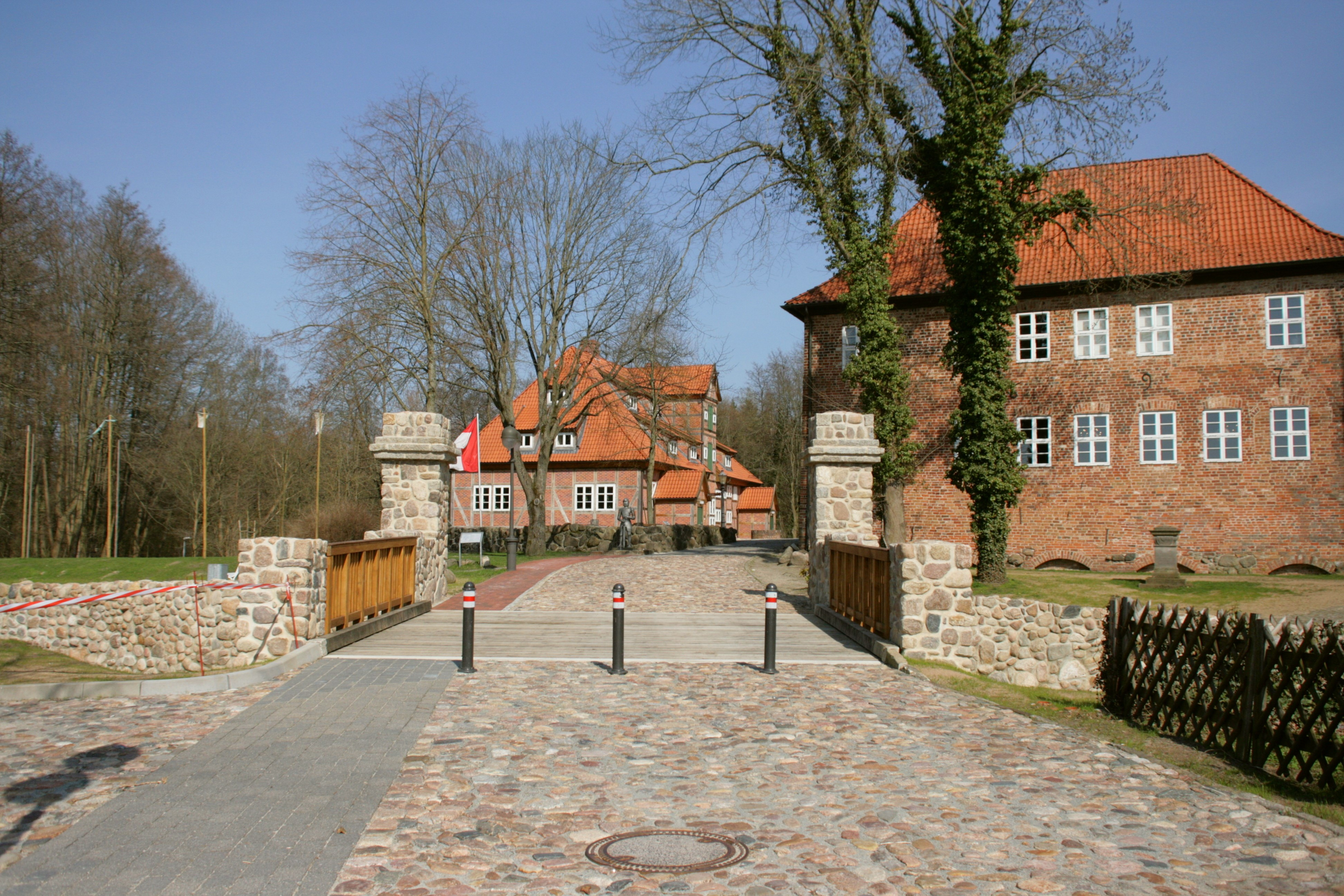
Zugang zum Burggelände
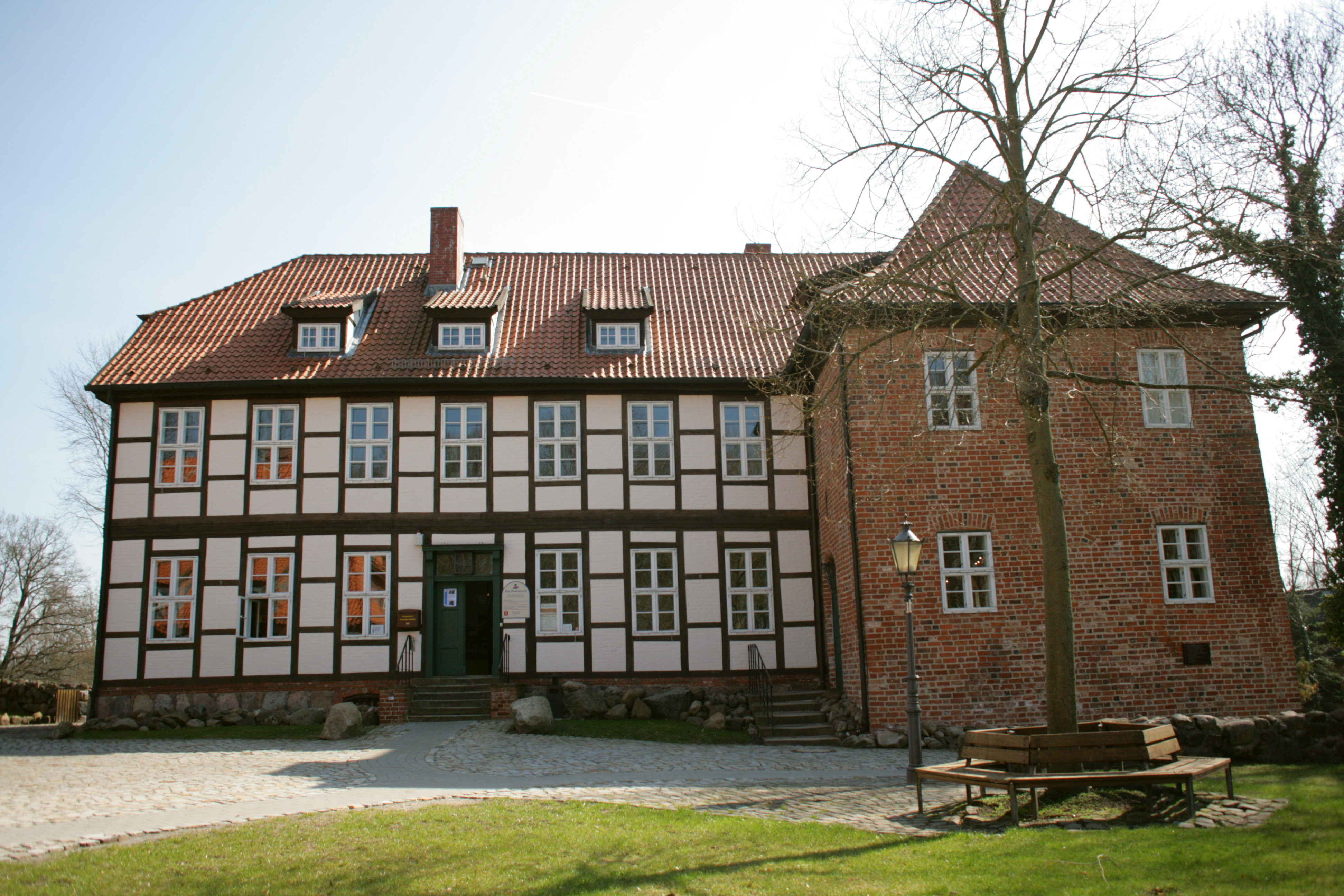
Herrenhaus
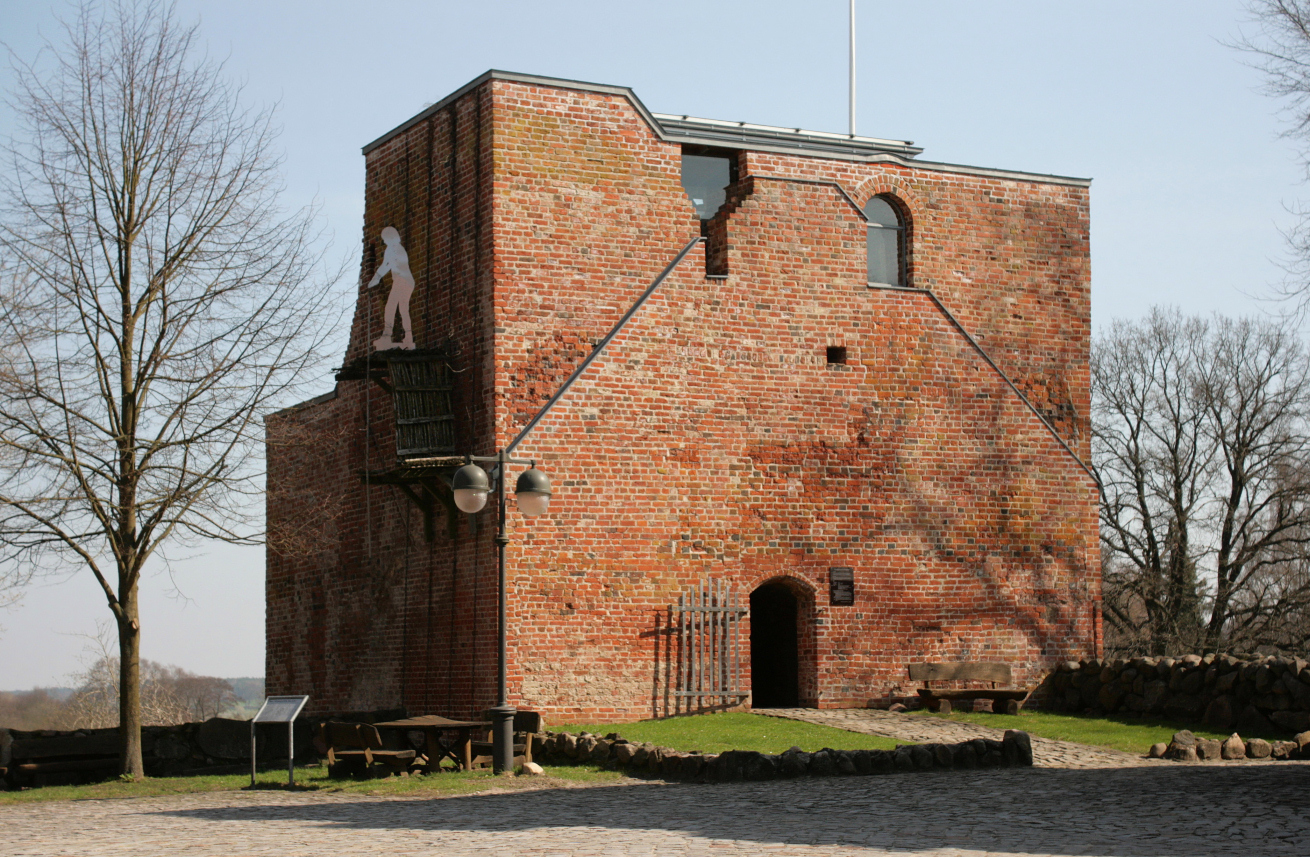
Bergfried
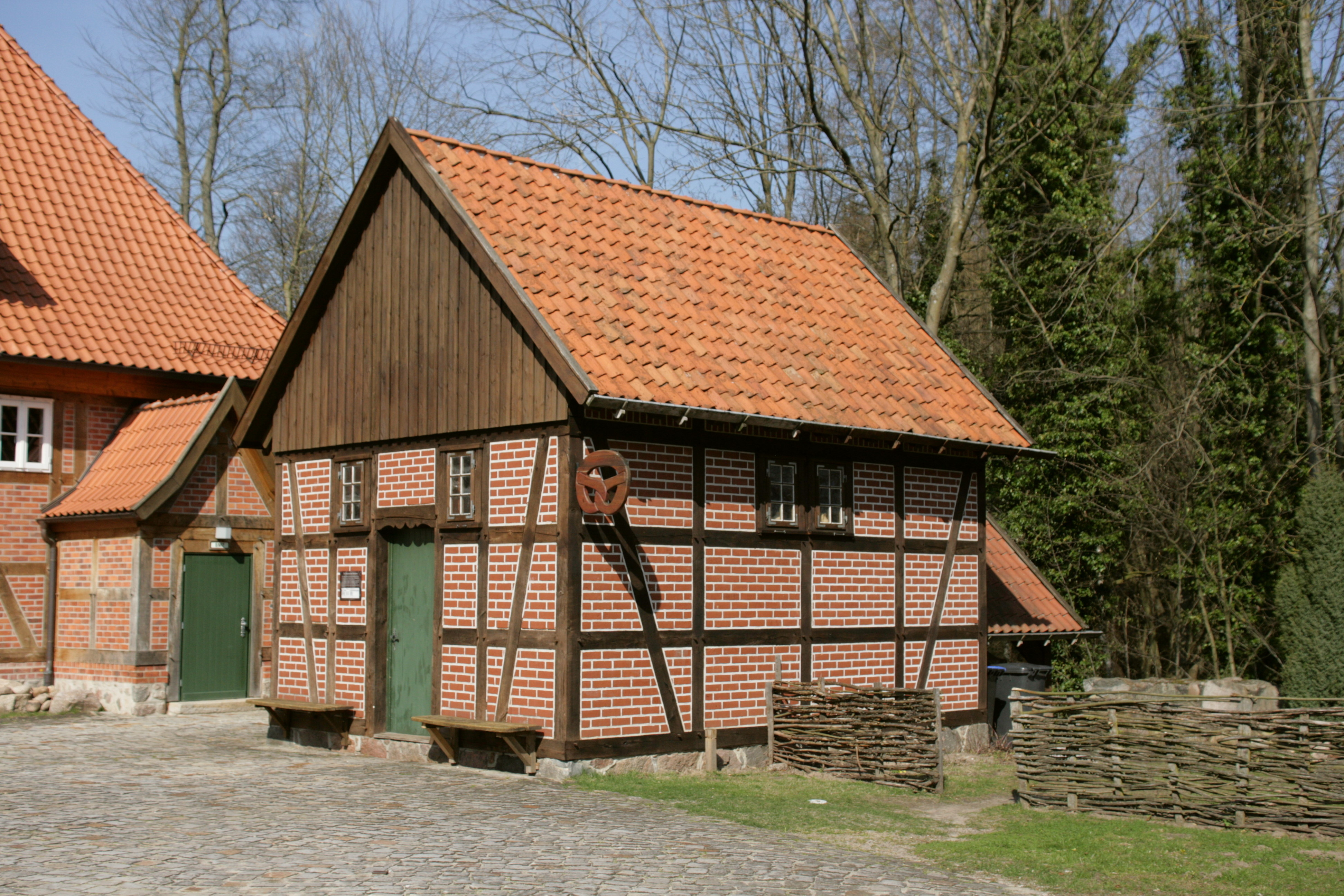
1993 rekonstruiertes Backhaus

## Geschichte

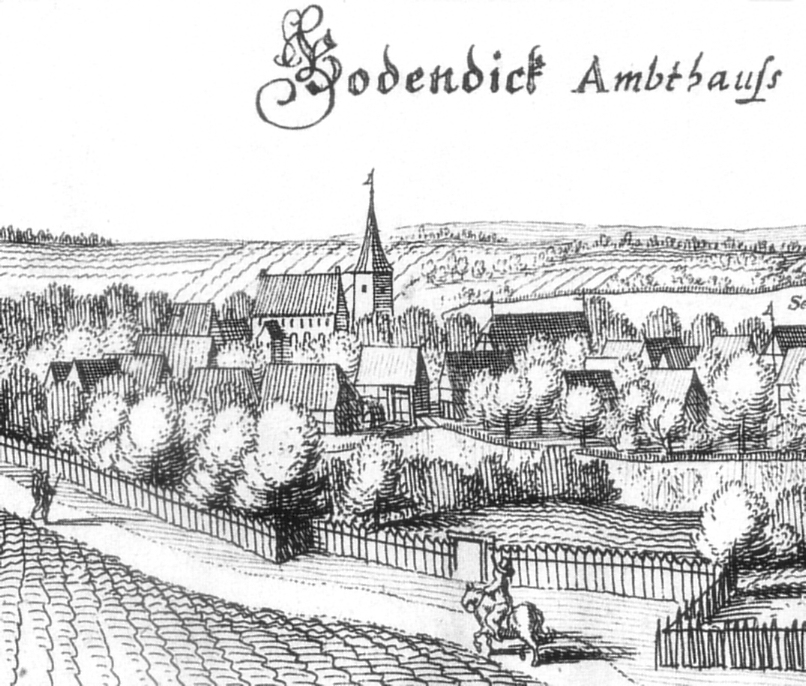
Merian-Stich der als Amtshaus genutzten Burg Bodenteich um 1650, mit einem spitzen, kirchenähnlichem Turmhelm

Wegen der auf dem Burghügel gefundenen Siedlungsreste aus dem 9./10. Jahrhundert wird angenommen, dass die erste Befestigungsanlage in dieser Zeit entstanden ist. Sie käme als Verteidigungsanlage der Billunger gegen das Vordringen der Wenden nach Westen infrage und könnte mit Anlagen in anderen Orten, wie Bardowick und Lüneburg, zu einer Befestigungslinie gehören.
Der erste Namensträger des Geschlechtes derer von Bodenteich wird um 1145 mit Theoderico de Bodendiche erwähnt. Es wird vermutet, dass die Ritter um 1200 eine kleine Motte im Ort verließen und die Burg errichteten. Urkundlich erstmals erwähnt wird sie 1293 in einem Vertrag. Darin verkaufte Herzog Otto II. von Braunschweig und Lüneburg das Münzrecht der Stadt Lüneburg und den Landständen. Zwischen 1323 und 1347 wurde die Burg schrittweise von den zwei damals bestehenden Linien der Herren von Bodendike an die Herzöge von Lüneburg verkauft, die sie zum Amts- und Gerichtssitz machten. Die Herren von Bodenteich zogen sich bis zu ihrem Aussterben 1666 auf ihre Besitzungen Wrestedt I, Gut Göddenstedt und Gut Schnega zurück, mit denen anschließend das Adelsgeschlecht Grote belehnt wurde.
Die Herzöge vergaben die Burg 1362 an die Herren von Wrestedt und 1365 an die Herren von Spörcken als Lehen. 1368 wurde die Burg an ihre Erbauer, die Herren von Bodendike, verpfändet. 1373 gelangte die Burg im Lüneburger Erbfolgekrieg vorübergehend in die Hände des Herzogs Albrecht von Sachsen-Wittenberg, der sie als Basis für eine Fehde mit dem altmärkischen Adelsgeschlecht von Quitzow verwendete. 1388 war die Burg an die Stadt Lüneburg verpfändet. Kurz darauf stellte die Burg offenbar die Basis für Raubritterzüge des neuen Pfandnehmers Heinrich von Veltheim. 1397 wurde das Pfand vom Herzogtum Lüneburg wieder eingelöst. Das dafür benötigte Geld erhielten sie von den geistlichen Anteilseignern an der Lüneburger Saline, die sich damit ein Ende der Raubritterzüge erkauften. 1433 wurde sie der Herzogin Magdalena von Braunschweig als Leibzucht überlassen. Nach deren Tod wurde das Schloss bis zum Jahr 1654 immer wieder verpfändet. Während der Hildesheimer Stiftsfehde wurde die Burg um 1520 erobert und zerstört.
Danach diente es bis 1859 als Amtssitz und Sitz des 1852 eingerichteten Amtsgerichts Bodenteich. Von 1871 bis 1971 befanden sich die Burggebäude als Gutshof in Privatbesitz. 1971 erwarb der Flecken Bodenteich die Anlage und stellte sie 1972 unter Denkmalschutz. 1983 wurden die Burggebäude restauriert. Heute dient das Gelände mit seinen historischen Gebäuden als Ort für unterschiedliche Veranstaltungen, wie Schützenfeste, Weihnachtsmärkte, Musikkonzerte, Ausstellungen, Backtage und Mittelaltermärkte. In dem historischen Gebäudeensemble haben die Kurverwaltung des Ortes und das Burgmuseum ihren Sitz.

## Bodenteicher Burgbräu

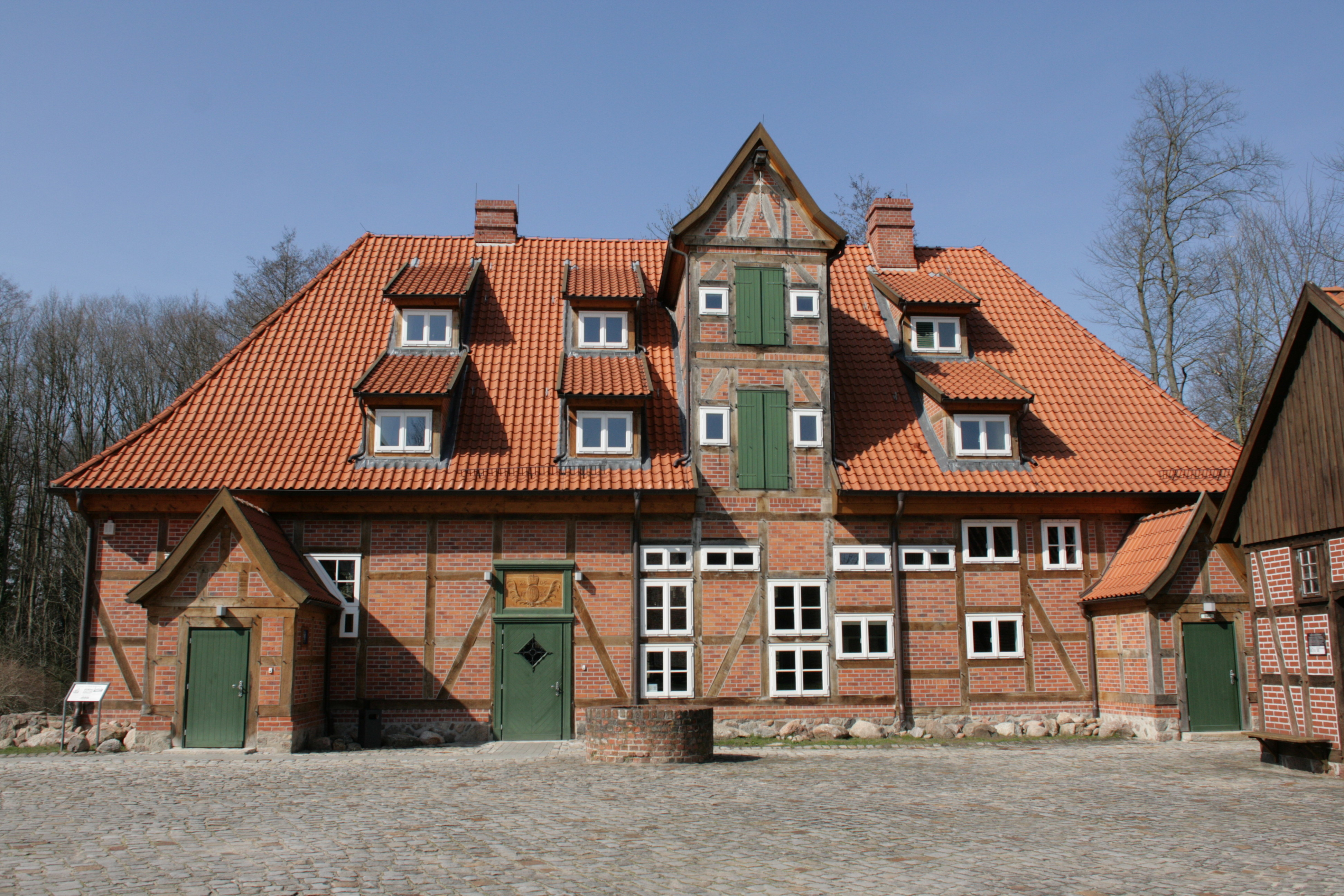
Bodenteicher Brauhaus, 2005 neu erbaut

Der Amtsschreiber Georg Kratzmann richtete 1634 auf der Burg ein „Brauwerk“ ein. Das dort gebraute dunkle Bier trug den Namen  „Knorrbock“. 1918 wurde der Braubetrieb kriegsbedingt eingestellt und in der Zwischenkriegszeit nicht wieder aufgenommen. Das Brauhaus wurde 1981 abgerissen und 2005 wieder aufgebaut.